# Gran Premio Castellón
Gran Premio Castellón (officielt Gran Premio Castellón - Ruta de la Cerámica) er et spansk éndagsløb i landevejscykling, som afholdtes første gang den 21. januar 2024. Løbet er af UCI klassificeret som 1.1 og er en del af UCI Europe Tour. Det køres i Castellón-provinsen i den autonome region Valencia.

## Vindere
| År   | Vinder           | Toer             | Treer               |
| ---- | ---------------- | ---------------- | ------------------- |
| 2024 | Michael Matthews | Pierre Gautherat | Alex Aranburu       |
| 2025 | António Morgado  | Eric Fagúndez    | Clément Champoussin |